# Hunčice
Hunčice jsou malá vesnice, část obce Líšťany v okrese Plzeň-sever v Plzeňském kraji. Nachází se asi 1,5 kilometru východně od Líšťan. Hunčice jsou také název katastrálního území o rozloze 2,86 km².

## Historie
První písemná zmínka o vesnici pochází z roku 1197. V 16. a 17. století patřila ves Zádubským ze Šontálu, kteří si zde postavili malý renesanční zámeček. Později se Hunčice staly součástí panství Líšťany a vrchnost zde již nesídlila. U zámku je park  s rybníčky, v minulosti zde byla i bažantnice.

## Obyvatelstvo
| Rok            | 1869 | 1880 | 1890 | 1900 | 1910 | 1921 | 1930 | 1950 | 1961 | 1970 | 1980 | 1991 | 2001 | 2011 | 2021 |
| -------------- | ---- | ---- | ---- | ---- | ---- | ---- | ---- | ---- | ---- | ---- | ---- | ---- | ---- | ---- | ---- |
| Počet obyvatel | 151  | 140  | 132  | 162  | 156  | 170  | 168  | 117  | 108  | 116  | 100  | 97   | 92   | 103  | 74   |
| Počet domů     | 25   | 25   | 25   | 26   | 27   | 25   | 30   | 24   | 42   | 26   | 24   | 31   | 32   | 35   | 34   |

## Obecní správa
Při sčítání lidu v letech 1869–1976 Hunčice byly samostatnou obcí, se kterým patřily nejprve do okresu Stříbro, ale v roce 1950 v okrese Plzeň-okolí a v letech 1961–1976 v okrese Plzeň-sever. Od 30. dubna 1976 jsou částí obce Líšťany v okrese Plzeň-sever. V letech 1961–1976 k obci patřily Košetice, Lipno a Písek.

## Pamětihodnosti
- zámeček v areálu hospodářského dvora[9]
- terénní pozůstatky hradu Frumštejn asi jeden kilometr jihovýchodně od vsi[10]
- smírčí kříž[11]
- socha sv. Jana Nepomuckého[12]

## Galerie

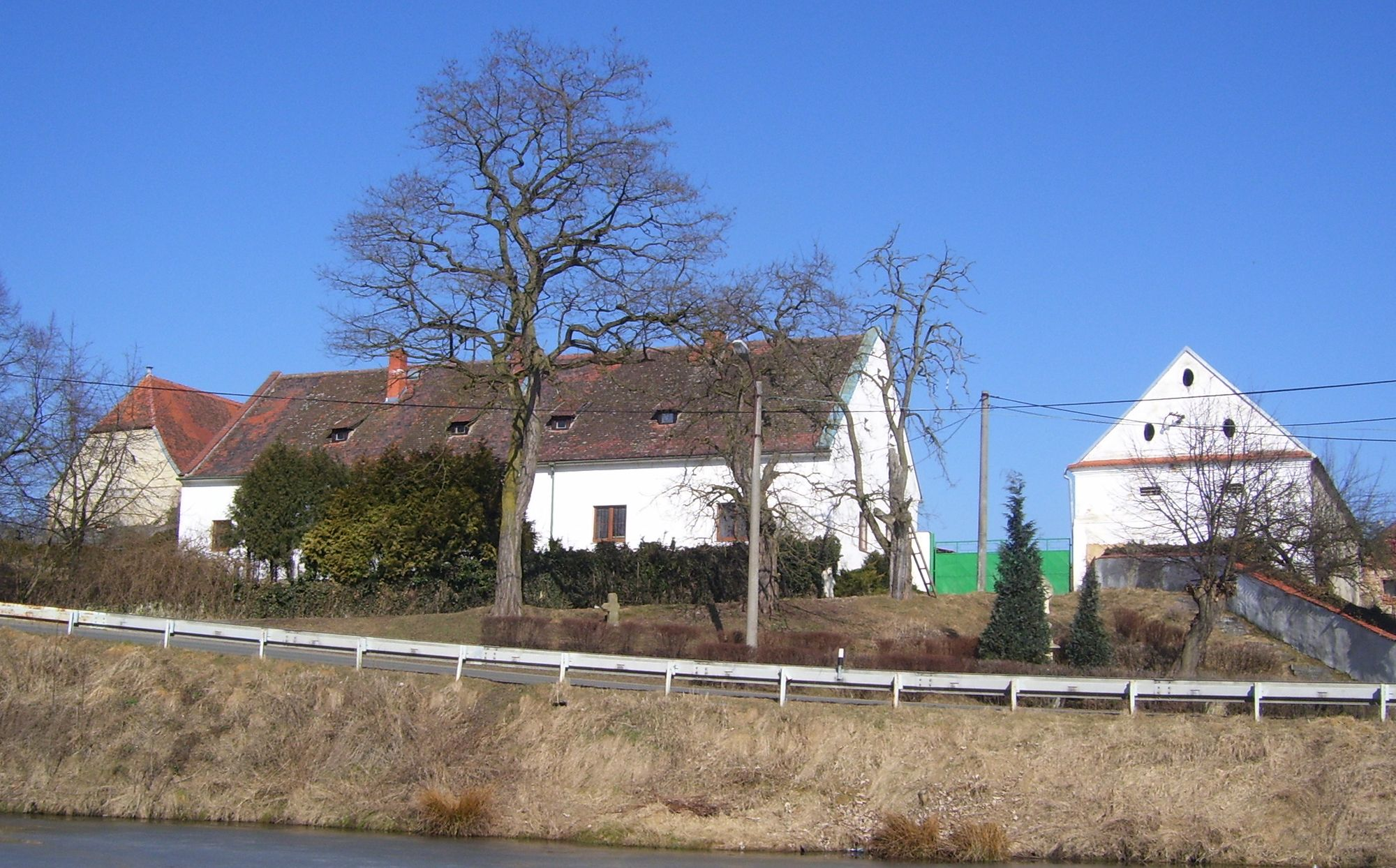
Zámek Hunčice
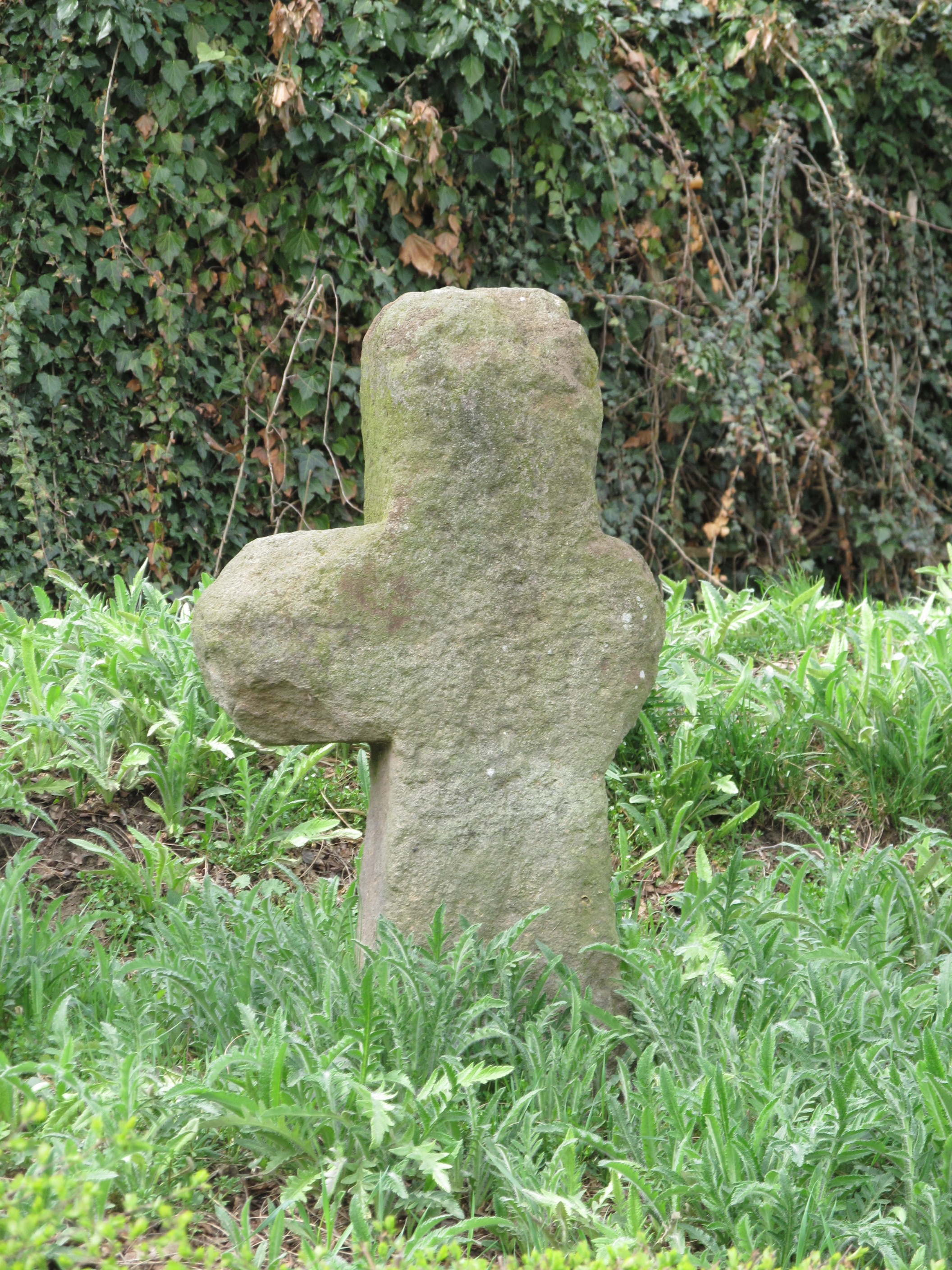
Smírčí kříž